# Mad!
Pour les articles homonymes, voir MAD.
Albums de Sparks
The Girl Is Crying in Her Latte
(2023)
Singles
1. Do Things My Own Way
Sortie : 30 janvier 2025
2. JanSport Backpack
Sortie : 25 février 2025
3. Drowned in a Sea of Tears
Sortie : 2 avril 2025
4. My Devotion
Sortie : 1er mai 2025
5. A Little Bit of Light Banter
Sortie : 21 mai 2025

Mad! est le vingt-sixième album studio du groupe américain de rock Sparks. Il est sorti en 2025 sur le label Transgressive Records (en).

## Fiche technique

### Chansons
Toutes les chansons sont écrites et composées par Ron Mael et Russell Mael.
| No  | Titre                                     | Durée |
| --- | ----------------------------------------- | ----- |
| 1.  | Do Things My Own Way                      | 3:40  |
| 2.  | JanSport Backpack                         | 4:13  |
| 3.  | Hit Me, Baby                              | 3:44  |
| 4.  | Running Up a Tab at the Hotel for the Fab | 4:21  |
| 5.  | My Devotion                               | 4:19  |
| 6.  | Don't Dog It                              | 3:19  |
| 7.  | In Daylight                               | 4:11  |
| 8.  | I-405 Rules                               | 3:22  |
| 9.  | A Long Red Light                          | 3:03  |
| 10. | Drowned in a Sea of Tears                 | 3:21  |
| 11. | A Little Bit of Light Banter              | 3:30  |
| 12. | Lord Have Mercy                           | 4:42  |

### Musiciens
- Russell Mael : chant
- Ron Mael : claviers, synthétiseurs, programmation
- Steven Nistor (en) : batterie
- Eli Pearl : guitare
- Evan Weiss : guitare
- Max Whipple : basse

### Équipe de production
- Ron Mael : producteur
- Russell Mael : producteur, ingénieur du son
- Bill Inglot, Dave Schultz : mastering
- Munachi Osegbu : photographie
- Galen Johnson : design

### Classements et certifications
| Pays (classement)             | Meilleure position |
| ----------------------------- | ------------------ |
| Allemagne (Media Control AG)  | 48                 |
| Belgique (Wallonie Ultratop)  | 159                |
| Royaume-Uni (UK Albums Chart) | 2                  |
| Suisse (Schweizer Hitparade)  | 67                 |